# (667) Denise
(667) Denise es un asteroide perteneciente al cinturón de asteroides descubierto el 23 de julio de 1908 por August Kopff desde el observatorio de Heidelberg-Königstuhl, Alemania.
Se desconoce la razón del nombre.